# 稲田千賢
稲田 千賢（いなだ ちかし、1977年9月30日 - ）は、日本の男性プロボクサー。元OPBF東洋太平洋ライト級チャンピオン。広島県三次市出身。帝拳ジム所属。広陵高等学校卒業、法政大学法学部法律学科中退。

## 来歴
アマチュアボクシングは80勝12敗。1998年、かながわ・ゆめ国体ライト級優勝を果たした。
2000年3月18日、アマチュアエリートとして6回戦からデビューし5RTKOと勝利。その後15連勝。
2004年3月20日、嶋田雄大の持つ日本ライト級王座に挑戦。10R判定まで縺れるも、判定負け。10月2日、OPBF東洋太平洋ライト級王座デニス・ローレンテ（フィリピン）に挑戦。これも12R判定で敗れる。
2005年3月5日、1戦1勝後再度デニス・ローレンテに挑み、12R判定で勝利しタイトル奪取。
2006年3月29日、2度防衛したタイトルを返上。
2006年5月20日、WBC世界ライト級暫定王座を賭け、ロサンゼルスでホセ・アルマンド・サンタクルス（メキシコ）と対戦。WOWOW開局15周年記念エキサイトマッチとして放送された。鼻血および左目尻を切り顔面血まみれになり、6RTKOを宣言され敗れる。

## 戦績
- アマチュアボクシング - 95戦80勝(20KO/RSC)15敗
- プロボクシング - 22戦19勝（14KO）3敗

| 戦           | 日付          | 勝敗 | 時間 | 内容     | 対戦相手                       | 国籍           | 備考                                 |
| ------------ | ------------- | ---- | ---- | -------- | ------------------------------ | -------------- | ------------------------------------ |
| 1            | 2000年3月18日 | ☆    | 5R   | TKO      | キム・トゥソン                 | 韓国           | プロデビュー戦                       |
| 2            | 2000年6月3日  | ☆    | 2R   | TKO      | チョ・カンイル                 | 韓国           |                                      |
| 3            | 2000年8月20日 | ☆    | 1R   | KO       | 桑原高博(小倉高橋)             | 日本           |                                      |
| 4            | 2000年11月5日 | ☆    | 8R   | TKO      | 早川広将(協栄)                 | 日本           |                                      |
| 5            | 2001年5月6日  | ☆    | 4R   | 判定 3-0 | トーランス・ブラウン           | アメリカ合衆国 |                                      |
| 6            | 2001年7月20日 | ☆    | 6R   | 判定3-0  | アドリアーノ・ドス・サントス   | ブラジル       |                                      |
| 7            | 2001年12月6日 | ☆    | 6R   | TKO      | コ・ヨンソク                   | 韓国           |                                      |
| 8            | 2002年2月16日 | ☆    | 3R   | TKO      | チャン・テプン                 | 韓国           |                                      |
| 9            | 2002年5月18日 | ☆    | 7R   | TKO      | パク・サンソン                 | 韓国           |                                      |
| 10           | 2002年8月3日  | ☆    | 10R  | 判定3-0  | フリオ・ガメス                 | メキシコ       |                                      |
| 11           | 2002年11月1日 | ☆    | 5R   | TKO      | レオバルド・ローマン           | メキシコ       |                                      |
| 12           | 2003年1月18日 | ☆    | 10R  | 判定3-0  | アルマンド・エルナンデス       | メキシコ       |                                      |
| 13           | 2003年8月15日 | ☆    | 3R   | TKO      | ホセ・ルイス・モンテス         | メキシコ       |                                      |
| 14           | 2003年9月12日 | ☆    | 2R   | TKO      | サンドロ・マルコス             | メキシコ       |                                      |
| 15           | 2003年12月8日 | ☆    | 8R   | TKO      | 麓健介(横浜光)                 | 日本           |                                      |
| 16           | 2004年3月20日 | ★    | 10R  | 判定0-2  | 嶋田雄大(ヨネクラ)             | 日本           | 日本ライト級タイトルマッチ           |
| 17           | 2004年10月2日 | ★    | 12R  | 判定0-2  | デニス・ローレンテ             | フィリピン     | OPBF東洋太平洋ライト級タイトルマッチ |
| 18           | 2004年12月3日 | ☆    | 3R   | TKO      | エベルト・モレノ               | コロンビア     |                                      |
| 19           | 2005年3月5日  | ☆    | 12R  | 判定2-1  | デニス・ローレンテ             | フィリピン     | OPBF東洋太平洋ライト級タイトルマッチ |
| 20           | 2005年7月2日  | ☆    | 8R   | TKO      | パク・ソンウ                   | 韓国           | OPBF防衛1                            |
| 21           | 2005年11月5日 | ☆    | 4R   | TKO      | イ・ヨンボム                   | 韓国           | OPBF防衛2                            |
| 22           | 2006年5月20日 | ★    | 6R   | TKO      | ホセ・アルマンド・サンタクルス | メキシコ       | WBC世界ライト級暫定王座決定戦        |
| テンプレート |               |      |      |          |                                |                |                                      |